# Permanganato de potasio (uso médico)
El permanganato de potasio se usa como medicamento para varias afecciones de la piel. Esto incluye infecciones micóticas del pie, impétigo, pénfigo, heridas superficiales, dermatitis y úlceras tropicales. Para las úlceras tropicales se usa junto con la procaína bencilpenicilina. Típicamente se usa en condiciones de la piel que producen mucho líquido. Puede aplicarse como una prenda empapada o un baño.
Los efectos secundarios pueden incluir irritación de la piel y decoloración de la ropa. Si se toma por vía oral, puede producirse toxicidad y muerte. El permanganato de potasio es un agente oxidante. El British National Formulary recomienda que 100 mg se disuelvan en un litro de agua antes de su uso.
El permanganato de potasio se fabricó por primera vez en el siglo XVII y entró en uso médico común en el siglo XIX. Está en la Lista de medicamentos esenciales de la Organización Mundial de la Salud, los medicamentos más efectivos y seguros que se necesitan en un sistema de salud. El costo mayorista en el mundo en desarrollo es de aproximadamente US$0,01 por gramo. En el Reino Unido, esta cantidad le cuesta al NHS alrededor de £1,33.

## Usos médicos
Los usos incluyen infecciones por hongos en el pie, impétigo, pénfigo, heridas superficiales, dermatitis (eccema) y úlceras tropicales. Típicamente se usa en condiciones de la piel que producen mucho líquido. Para las úlceras tropicales, se utiliza junto con la procaína bencilpenicilina durante dos a cuatro semanas.
Puede ser utilizado en niños y adultos. Puede aplicarse como una prenda empapada o un baño. Se puede usar vaselina en las uñas antes de remojar para prevenir su decoloración. La Administración de Drogas y Alimentos de los EE. UU. no recomienda su uso en forma de cristal o tableta.

## Efectos secundarios

### Tópico
Los efectos secundarios pueden incluir irritación de la piel y decoloración de la ropa. Se ha reportado una quemadura severa en un niño con una tableta sin disolver. Para el tratamiento del eccema, se recomienda su uso durante unos pocos días a la vez, debido a la posibilidad de que irrite la piel. Las soluciones de mayor concentración pueden provocar quemaduras químicas. Por lo tanto, el Formulario Nacional Británico recomienda que 100 mg se disuelvan en un litro de agua antes de usar para obtener una solución de 1:10.000 (0,01%). No se recomienda envolver las prendas empapadas con permanganato de potasio.

### Oral
Si se toma por vía oral se considera muy tóxico. Los efectos secundarios pueden incluir náuseas, vómitos y dificultad para respirar. Si se come una cantidad suficientemente grande (alrededor de 10 gramos) puede ocurrir la muerte.
Las soluciones concentradas cuando se beben han dado lugar a un síndrome de dificultad respiratoria en los adultos o hinchazón de las vías respiratorias. Las medidas recomendadas para aquellos que han ingerido permanganato de potasio incluyen gastroscopia. No se recomiendan el carbón activado o medicamentos para causar vómitos. Mientras que los medicamentos como la ranitidina y la N-acetilcisteína se pueden usar en las intoxicaciones, la evidencia de este uso es deficiente.

## Mecanismo de acción
El permanganato de potasio funciona como un agente oxidante. A través de este mecanismo, presenta los efectos de desinfectante, astringente y de disminución del olor.

## Historia
El permanganato de potasio se fabricó por primera vez en el siglo XVII y entró en uso médico común en el siglo XIX. Durante la Primera Guerra Mundial, los soldados canadienses recibieron permanganato de potasio en un esfuerzo por prevenir las infecciones de transmisión sexual. Algunos han intentado realizar un aborto poniéndolo en la vagina, aunque esto no es efectivo. Otros usos históricos han incluido un intento de lavar el estómago en aquellos con intoxicación por estricnina o picrotoxina.

## Sociedad y cultura
En los Estados Unidos, la FDA exige que las tabletas del medicamento se vendan con receta. Sin embargo, el permanganato de potasio no tiene usos aprobados por la FDA y, por lo tanto, el permanganato de potasio de grado no médico a veces se usa para uso médico. [cita requerida] Está disponible bajo una serie de nombres comerciales que incluyen Permasol, Koi Med Tricho-Ex y Kalii permanganas RFF. De vez en cuando se le llama "cristales de Condy".

## Otros animales
El permanganato de potasio se puede usar para prevenir la propagación de muermo entre los caballos.